# Saxifraga cinerascens
Saxifraga cinerascens är en stenbräckeväxtart som beskrevs av Adolf Engler och Irmsch.. Saxifraga cinerascens ingår i Bräckesläktet som ingår i familjen stenbräckeväxter. Inga underarter finns listade i Catalogue of Life.